# Honda N-One
Honda N-One – kei car produkowany przez japoński koncern motoryzacyjny Honda Motor Company od 2012 roku.

## Historia i opis modelu

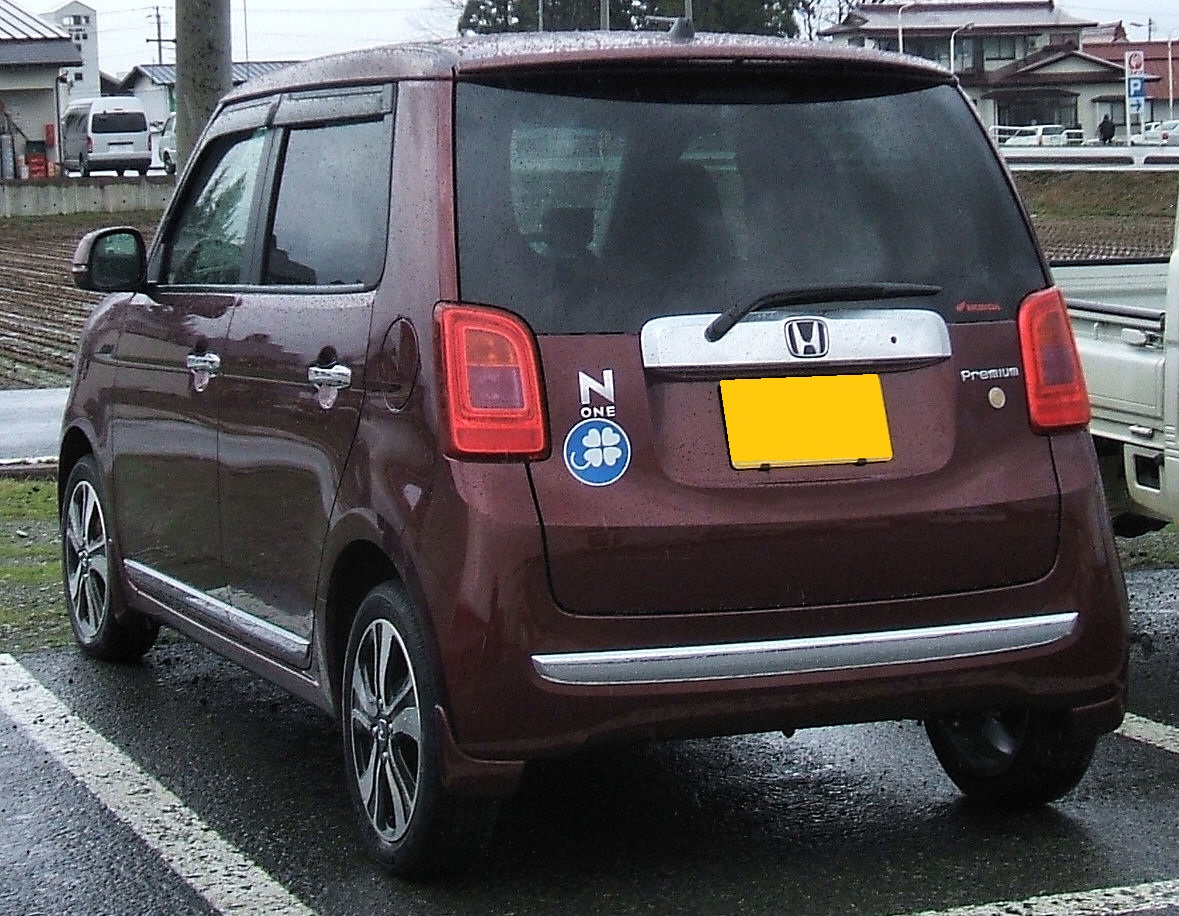
Tył N-One

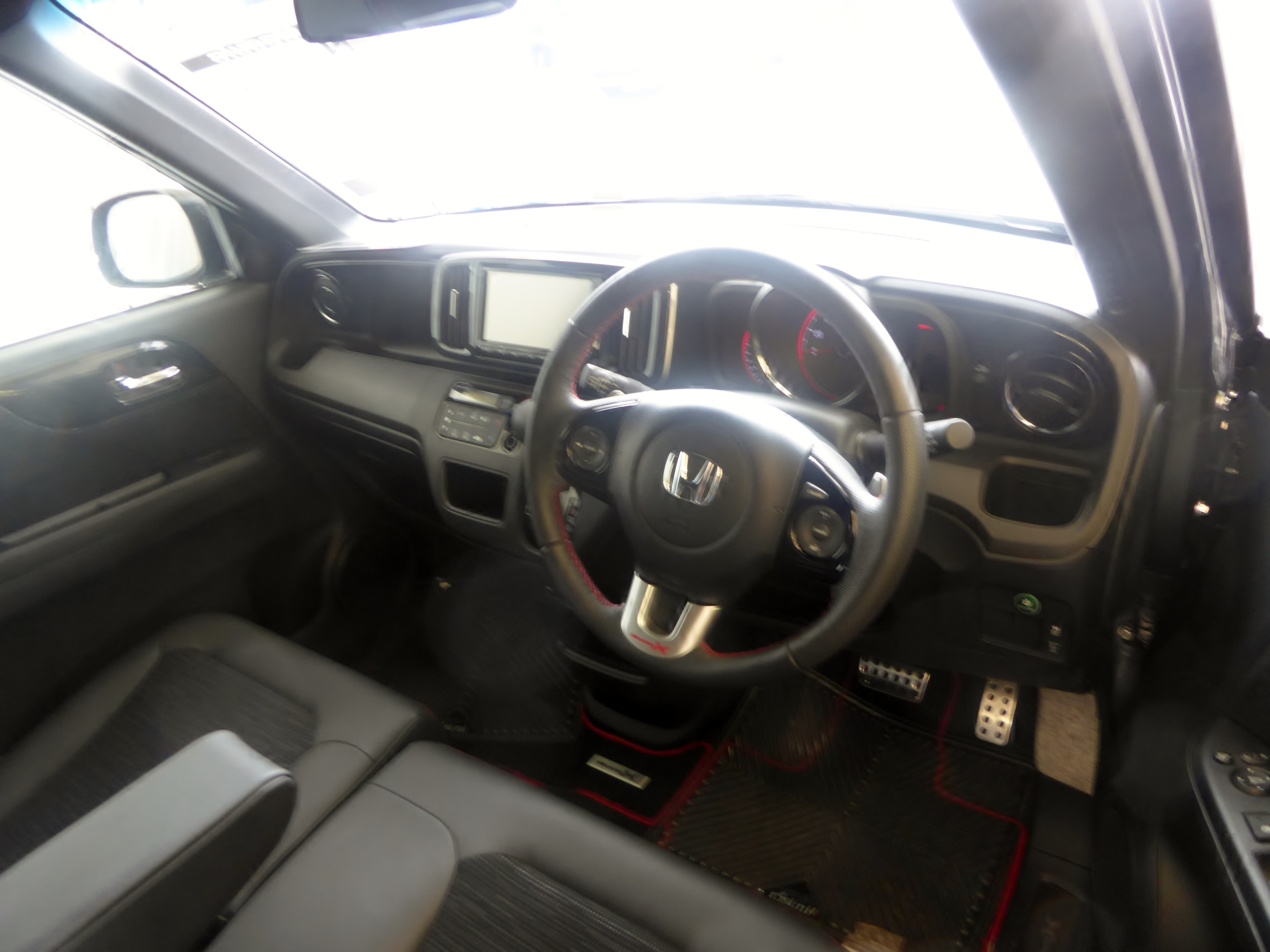
Wnętrze N-One

Pojazd został zaprezentowany po raz pierwszy podczas targów motoryzacyjnych Tokio w 2011 roku jako N4 Concept. Samochód koncepcyjny N4 Concept bazuje na pokazanym w 2009 roku EV-N, a przede wszystkim na serii N z lat 60. i 70. - Honda N360/N500. Auto produkowane jest w Japonii od końca 2012 roku. Pojazd przeznaczony jest jedynie na rodzimy rynek motoryzacyjny.
Auto napędzane jest trzycylindrowym silnikiem o pojemności 660 cm³ z turbosprężarką w mocniejszej wersji oraz z napędem na przednią oś lub cztery koła. Ceny auta wahają się w okolicy 11 tysięcy Euro.
Samochód występuje także w wersji Mugen, która od seryjnych wersji nie jest mocniejsza, a różni się wyglądem. Zmodyfikowana wersja wyposażona jest w inny tylny zderzak, poszerzone progi, nowy przedni zderzak ze światłami LED w opcji oraz dwie centralne końcówki układu wydechowego. We wnętrzu auta wersja Mugen posiada aluminiowe pedały, kolorowe wstawki na desce rozdzielczej oraz wskaźnik turbodoładowania w wersjach ze sprężarką.
We wnętrzu pojazdu centralną konsolę zastąpił dotykowy ekran multimedialny.

### Wyposażenie
- Premium
- Mugen

Standardowo auto wyposażone jest w system VSA, system zapobiegający staczaniu się pojazdu (elektroniczny hamulec - HSA), kurtyny i poduszki powietrzne, automatyczną klimatyzację.